# El Castillo de las Guardas
El Castillo de las Guardas è un comune spagnolo di 1 618 abitanti situato nella comunità autonoma dell'Andalusia.